# Quận Jefferson, Georgia
Quận Jefferson là một quận trong tiểu bang Georgia, Hoa Kỳ. Quận lỵ đóng ở thành phố Louisville 6. Theo điều tra dân số năm 2000 của Cục điều tra dân số Hoa Kỳ, quận có dân số 17.266 người 2. Năm 2007, ước tính dân số quận này là 16.454 người.